# Układ moczowo-płciowy
Układ moczowo-płciowy, system urogenitalny (łac. systema urogenitale) wyższych kręgowców (w tym człowieka) składa się z dwóch części:
- układu płciowego (męskiego lub żeńskiego);
- układu moczowego (składającego się z nerek, moczowodów, pęcherza moczowego i cewki moczowej) – odpowiedzialnego za wydalanie moczu[2][3].

Przyczyną połączenia tych dwóch układów jest ich pochodzenie (rozwój) ze wspólnego zawiązka.